# Communauté de communes frontalières du Nord-Est Avesnois
La communauté de communes frontalières du Nord-Est Avesnois est une ancienne communauté de communes française, située dans le département du Nord et la région Nord-Pas-de-Calais, arrondissement d'Avesnes-sur-Helpe. Le 1er janvier 2014, elle fusionne avec la communauté d'agglomération Maubeuge Val de Sambre.

## Composition
La communauté de communes frontalières du Nord-Est Avesnois  regroupait 3 communes. 
| Code INSEE | Commune            | Maire           | Population | Superficie | Délégués |
| ---------- | ------------------ | --------------- | ---------- | ---------- | -------- |
| 59003      | Aibes              | Patrick Petit   | 385 hab.   | 923 ha     | nc       |
| 59101      | Bousignies-sur-Roc | Fernand Fromont | 410 hab.   | 1 214 ha   | nc       |
| 59157      | Cousolre           | Maurice Boisart | 2 362 hab. | 2 098 ha   | nc       |
| Totaux     | 3 communes         | 3 communes      | 3 157 hab. | 4 235 ha   | 18       |

## Démographie

### Pyramide des âges
Comparaison des pyramides des âges de la Communauté de communes frontalières du Nord-Est Avesnois et du département du Nord en 2006
| Hommes | Classe d’âge   | Femmes |
| ------ | -------------- | ------ |
| 0,3    | 90 ans et plus | 0,9    |
| 5,5    | 75 à 89 ans    | 10,2   |
| 11,9   | 60 à 74 ans    | 14     |
| 22     | 45 à 59 ans    | 20,8   |
| 20,5   | 30 à 44 ans    | 20,5   |
| 18,5   | 15 à 29 ans    | 15,7   |
| 21,3   | 0 à 14 ans     | 17,9   |

| Hommes | Classe d’âge   | Femmes |
| ------ | -------------- | ------ |
| 0,2    | 90 ans et plus | 0,8    |
| 4,3    | 75 à 89 ans    | 7,9    |
| 10,3   | 60 à 74 ans    | 11,9   |
| 19,7   | 45 à 59 ans    | 19,4   |
| 21,1   | 30 à 44 ans    | 20,1   |
| 22,6   | 15 à 29 ans    | 21     |
| 21,6   | 0 à 14 ans     | 19     |

## Présidents
| Période | Période  | Identité         | Étiquette | Qualité                   |
| ------- | -------- | ---------------- | --------- | ------------------------- |
|         | 2008     | Jacques Debruyne |           | maire d'Aibes (2001-2008) |
| 2008    | en cours | Maurice Boisart  |           | maire de Cousolre         |

## Patrimoine culturel
Maison du Patrimoine du Nord-Est avesnois